# Merle Travis
Merle Travis (Rosewood, (Kentucky), 1917. november 29. – Tahlequah, 1983. október 20.) Grammy-díjas amerikai countryénekes, dalszerző.

## Pályafutása
Merle Travis egy bányászvárosban nőtt fel rossz körülmények között. Helyi zenészektől (köztük Ike Everlytől, a The Everly Brothers apjától) eltanult el egy olyan gitártechnikát, amely akkoriban nem volt túl gyakori a fehér zenészek körében: a fingerpickinget (ujjal pengető technika). A fingerpickingnek olyan ismert képviselői voltak − blues- és ragtime gitárosok − mint Blind Blake, Blind Willie McTell és Mississippi John Hurt. A fingerpicking különlegessége, hogy egy basszusfigurát a játékos kéz hüvelykujját használja, miközben a mutatóujjal, a középső ujjal és néha még a gyűrűsujjal is lenyomja meg a hangszer három magasabb húrjait. Ezt a technikát, amelyet eredetileg az afro-amerikaiak alkalmaztak, a country zenébe ülteték át. Ennek eredményeként a gitár ritmushangszerből dallamhangszerré fejlődött a country zenében, és főszerepet kapott a szólógitárként.
Travis a példaképe lett Chet Atkinsnak, aki továbbfejlesztette a fingerpickinget. Travis kiváló technikai képességeinek híre gyorsan elterjedt és keresett gitáros lett. Vendégzenész szereplései után 1938-ban a cincinnati székhelyű Drifting Pioneers tagja lett. Időnként játszott a Browns Ferry Four nevű gospel kvartettben. Ebben az időben az első kislemezeket Grandpa Jonesal együtt vette fel.
A második világháború kezdetekor Travist besorozták a haditengerészethez.
Katonai szolgálata után Travis 1946-ban Los Angelesbe költözött, ahol keresett session-zenész lett. 1946-tól több sikeres kislemezt vett fel a Capitol Recordsnál. Kisebb filmszerepeket is vállalt. Dalszerzőként is rendkívül sikeres volt. 1947-ben írta a Sixteen Tons és a Dark As A Dungeon című klasszikussá vált dolokat, amelyek a kentuckyi bányászok nehéz életét írják le. Ugyanebben az évben barátjával, Tex Williamsszel együtt írta a „Smoke! Smoke! Smoke!” című darabot, amivel a legnagyobb sikerét érte el.
Merle Travis volt az egyik első countrysztár, aki elektromos gitárt használt. Az 1948-ban kiadott Bigsby gitár, amelyet Merle Travis és Paul Bigsby mérnökkel fejlesztett ki, a világ egyik első tömörfa testű elektromos gitárja volt.
1953-ban Travis szerepet vállalt a „Damned for All Eternity”-ben, melyben elénekelte az „Reenlistment bluest”. Az 1961-es „Five Minutes to Live” című filmben Johnny Cash mellett szerepelt. Bár már nem szerepelt a slágerlistákon, Travis karrierje csúcsán volt. A country zene legfontosabb gitárosának tartották.
Magánélete viharos volt. Többször összefutott a rendőrökkel ittas állapotban. Több házassága ment tönkre. Csak barátja, Hank Thompson volt feleségével kötött házassága tudta sínre tenni életét.
Az 1974-es − Chet Atkinsszal közösen készített − „Atkins-Travis Travelin Show” album Grammy-díjat kapott. 1977-ben bekerült a Country Music Hall of Fame-be. Szívrohamban halt meg 1983. október 20-án Tahlequahban.

## Albumok
1947: Folk Songs of the Hills

1956: The Merle Travis Guitar (Instrumental Album)

1957: Back Home

1960: Walkin' the Strings (Acoustic instrumentals and songs)

1962: Travis (Compilation of songs recorded in the 1940s and 50s)

1963: Songs of the Coal Mines

1964: Merle Travis and Joe Maphis

1967: The Best of Merle Travis

1967: Our Man from Kentucky 

1968: Strictly Guitar (Instrumental Album)

1969: Great Songs of the Delmore Brothers (with Johnny Bond) 

1974: Merle's Boogie Woogie + 3 (with Ray Campi

1974: The The Atkins − Travis Traveling Show (with Chet Atkins)

1976: Guitar Player

1979: Country Guitar Giants (with Joe Maphis)

1979: The Merle Travis Story: 24 Greatest Hits

1980: Light Singin' and Heavy Pickin

1960: Guitar Standards 

1981: Travis Pickin' (Instrumental Album)

1982: Country Guitar Thunder (1977–1981) (with Joe Maphis)

1982: The Clayton McMichen Story (with Mac Wiseman)

1982: Farm and Home Hour (with Grandpa Jones)

### Posztumusz albumok
- 1986: Rough, Rowdy and Blue
- 1991: Merle Travis Unreleased Radio Transcriptions 1944–1949
- 1994: Guitar Rags and a Too Fast Past (5 CD-Set)
- 1995: Country Hoedown Shows & Films
- 1995: Unissued Radio Shows (1944–1948)
- 1998: Turn Your Radio On (1944–1965)
- 2002: The Very Best of Merle Travis
- 2003: Boogie Woogie Cowboy 1944–1956
- 2003: In Boston 1959

## Filmek
- Night Train to Memphis
- Silver Spurs
- Texas Home
- Old Chisholm Trail
- Catalogue Cowboy
- Why'd I Fall for Abner (with Carolina Cotton)
- No Vacancy (with the Bronco Busters and Betty Devere)

## Díjak
- Country Music Hall of Fame

## Fordítás
Ez a szócikk részben vagy egészben  a   Merle Travis című német Wikipédia-szócikk ezen változatának fordításán alapul.  Az eredeti cikk szerkesztőit annak laptörténete sorolja fel. Ez a jelzés csupán a megfogalmazás eredetét és a szerzői jogokat jelzi, nem szolgál a cikkben szereplő információk forrásmegjelöléseként.